# Boris Tišma
Boris Tišma (nacido el 20 de febrero de 2002 en Zagreb, Croacia) es un jugador de baloncesto croata que juega en la posición de alero en las filas del KK Studentski Centar de la Erste Liga. Con 2.04 metros de estatura.

## Biografía
Boris Tišma se formó en las categorías inferiores KK Dubrava y en 2015 llega a la estructura del Real Madrid para continuar su formación en categoría infantil. Más tarde, Boris jugaría en el equipo cadete, hasta ingresar en 2018 en el equipo juvenil.
El 12 de enero de 2020, en la jornada 17 de la Liga Endesa debuta con el primer equipo del Real Madrid en el WiZink Center frente al Movistar Estudiantes con apenas 17 años y 11 meses y se convierte en el decimotercer canterano que lo hace con Pablo Laso en el banquillo blanco.
En la temporada 2020-21 sólo participa en un encuentro, ante el Joventut de Badalona, cuando disputó 3:20 sin llegar a anotar.
El 9 de febrero de 2021, firma por el Coosur Real Betis de la Liga Endesa, cedido por el Real Madrid hasta el final de la temporada.
El 7 de septiembre de 2021, deja el Real Madrid para fichar por el KK Studentski Centar de la Erste Liga.